# Болотные квакши
Болотные квакши, или земляные квакши (лат. Pseudacris) — род бесхвостых земноводных из семейства квакш. В переводе с латинского наименование означает «ложные сверчковые квакши» как противоположность роду, обитающему в восточной и юго-восточной частях Северной Америки.

## Описание
Общая длина представителей этого рода колеблется от 3 до 6 см. Голова небольшая. Глаза немного навыкате, зрачки горизонтальные. Туловище стройное. Задние лапы длиннее передних, на пальцах находятся присоски. Окраска спины светлых цветов: в основном зелёного, оливкового с различными оттенками. Брюхо обычно желтоватое, бежевое, белое.

## Образ жизни
Населяют стоячие водоёмы, в том числе болота, пруды, старицы. Отсюда происходит название этого рода. Активны утром, при благоприятной погоде — днём.

## Размножение
Это яйцекладущие земноводные. Брачные трели самца довольно тонкие, напоминают сверчка или саранчу.

## Распространение
Обитают в Северной Америке от Иллинойса и Арканзаса до Скалистых гор и от залива Сан-Франциско до Мексиканского залива.

## Классификация
На январь 2023 года в род включают 17 видов:
- Pseudacris brachyphona (Cope, 1889) — Аппалачская квакша
- Pseudacris brimleyi Brandt & Walker, 1933
- Pseudacris cadaverina (Cope, 1866) — Калифорнийская квакша
- Pseudacris clarkii (Baird, 1854) — Степная квакша
- Pseudacris collinsorum Ospina, Tieu, Apodaca, and Lemmon, 2020
- Pseudacris crucifer (Wied-Neuwied, 1838) — Свистящая квакша
- Pseudacris feriarum (Baird, 1854)
- Pseudacris fouquettei Lemmon at al., 2008
- Pseudacris illinoensis Smith, 1951
- Pseudacris kalmi Harper, 1955
- Pseudacris maculata (Agassiz, 1850)
- Pseudacris nigrita (LeConte, 1825) — Болотная квакша
- Pseudacris ocularis (Holbrook, 1838) — Травяная квакша
- Pseudacris ornata (Holbrook, 1836) — Красивая квакша
- Pseudacris regilla (Baird and Girard, 1852) — Королевская квакша
- Pseudacris streckeri Wright & Wright, 1933 — Кротовая квакша
- Pseudacris triseriata (Wied-Neuwied, 1838) — Трёхполосая квакша

## Галерея

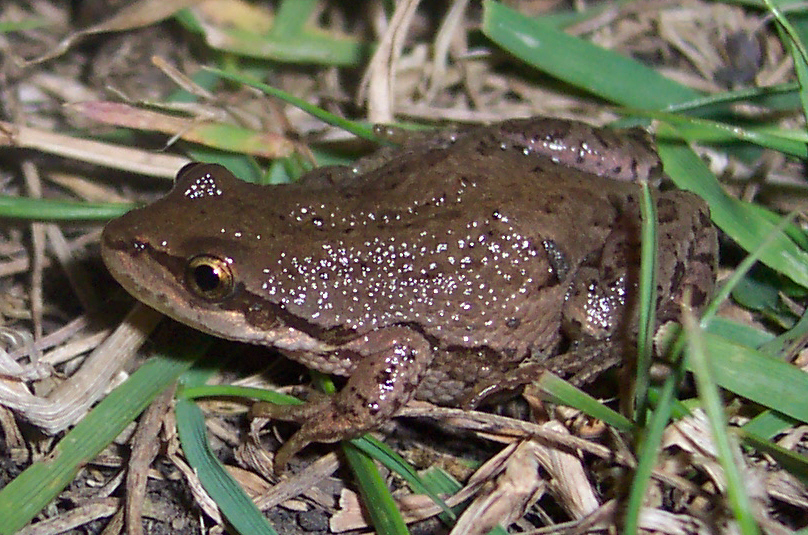
Pseudacris maculata
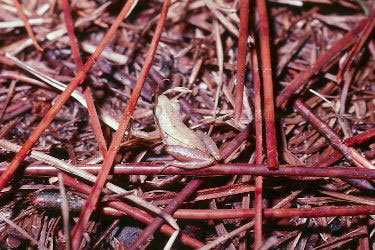
Травяная квакша
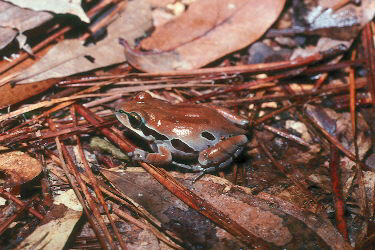
Красивая квакша
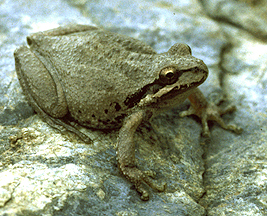
Королевская квакша
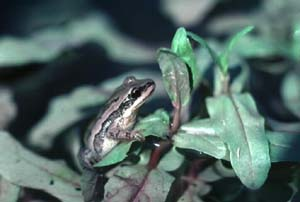
Трёхполосая квакша